# Nicki Sørensen
Nicki Sørensen (Hillerød, 1975. május 14. –) dán országúti kerékpáros. 2014-ben visszavonult a versenyzéstől.

## Karrierje
Sørensen kerékpáros pályafutása 19 éves korában kezdődött. 1999-ben lett profi országúti versenyző amikor a Team Chicky World-be szerződött. Miután a csapat megszűnt egy másik dán csapathoz szerződött, ez volt a Team Fakta. Itt jó nevet harcolt ki magának az országúti kerékpár világában. Így részt vehetett a sydneyi olimpián 2000-ben.
2001-es idényben majdnem a Linda McCartney Racing Team -be szerződött de végül a Team CSC-hez került. Az első évben részt vett csapatával a Tour de France-on ahol a 49. lett az összetettben.
Sørensen 2001 és 2005 közt minden évben indult a Tour de France-on és fontos tagja volt csapatának. A 2003 -as versenyen nagyönzetlenségről tett tanubizonyságot amikor egy elszakadt társának Tyler Hamilton-nak segített a versenyben maradásért és ezzel feláldozta saját esélyét.
Nicki Sørensenn a 2005-ös szezonban megnyerte a GP d'Ouverture la Marseillaise-t és 4. lett a Tour Méditerranéen.
2009. július. 16-án megnyerte a 12. szakaszt a Tour de France-on.

## Tour de France
Helyezései:
- 2001: 49.
- 2002: 20.
- 2003: 44.
- 2004: 88.
- 2005: 71.
- 2008: 118.
- 2009: 29.

## Főbb győzelmei
- 1999
  - 1. Lemvig Lobet
  - 1. a 4. szakaszon Rheinland-Pfalz Rundfahrt
- 2000
  - 1. Lemvig-Holstebro-Lemvig
  - 1. Circuit des Mines
  - 1. Rund um Hanleite-Erfurt
- 2001
  - 49. Tour de France
- 2002
  - 20. Tour de France
- 2003
  - Dán bajnok
  - 44. Tour de france
- 2004
  - 88th Tour de France
- 2005
  - 1st GP d'Ouverture la Marseillaise
  - 1st a 18. szakaszon Vuelta a España
  - 71. Tour de France
  - 7. Züri-Metzgete
- 2006
  - 1. az 1. szakaszon Vuelta a España
- 2008
  -  Dán bajnok
- 2009
  - 1. 12. szakaszon Tour de France
  -  12. szakasz Piros rajtszám